# Louis Caput
Louis Caput   (Saint-Maur-des-Fossés, 23 de gener de 1921 - 15è districte de París, 8 de febrer de 1985) va ser un ciclista francès que fou professional entre 1942 i 1957. Al llarg d'aquests anys va aconseguir una cinquantena de victòries, les més importants de les quals foren el Campionat de França en ruta de 1946, la París-Tours de 1948 i dues etapes del Tour de França, el 1949 i el 1955.
Entre 1966 i 1978 fou director esportiu de ciclisme i codirigí l'equip Frimatic-Viva-de Gribaldy de Jean de Gribaldy de les temporades 1968 i 1969.

## Palmarès
- 1942
  - 1r al Gran Premi d'Auray
  - 1r del Circuit d'Autun
  - Vencedor d'una etapa del Circuit de França
  - Vencedor d'una etapa del Circuit de Midi
- 1945
  - 1r de la París-Alençon
- 1946
  -  Campió de França en ruta
  - 1r del Circuit dels Boucles del Sena
  - 1r de l'Armagnac-París
  - 1r a la París-Reims
- 1947
  - 1r del Circuit de Guiniberts
- 1948
  - 1r a la París-Tours
  - 1r de la París-Limoges
- 1949
  - 1r del Gran Premi de l'Echo d'Oran
  - Vencedor d'una etapa del Tour de França
- 1952
  - 1r del Gran Premi de la Bicicleta Eibarresa i vencedor d'una etapa
  - 1r del Gran Premi de Vayrac
- 1953
  - 1r del Tour de Pircardia
  - Vencedor de 2 etapes de la Volta al Marroc
- 1954
  - 1r a Oloron Sainte-Marie
  - Vencedor de 2 etapes de la Volta al Marroc
  - Vencedor d'una etapa del Tour del Sud-est
- 1955
  - 1r de la París-Limoges
  - Vencedor d'una etapa del Tour de França
- 1956
  - 1r del Tour de l'Oise i vencedor d'una etapa
  - 1r del Circuit dels 2 Ponts
  - Vencedor de 2 etapes del Critèrium del Dauphiné Libéré
  - Vencedor d'una etapa de la Ronda de l'Est

### Resultats al Tour de França
- 1947. Abandona (2a etapa)
- 1948. Abandona (4a etapa)
- 1949. Abandona (12a etapa). Vencedor d'una etapa
- 1951. 45è de la classificació general
- 1952. Abandona (4a etapa)
- 1953. Abandona (12a etapa)
- 1954. Abandona (5a etapa)
- 1955. 54è de la classificació general i vencedor d'una etapa
- 1956. 56è de la classificació general

### Resultats de la Volta a Espanya
- 1955. 55è de la classificació general

### Resultats al Giro d'Itàlia
- 1955. 68è de la classificació general